# Holzweg (Attendorn)
Holzweg ist ein Ortsteil der Stadt Attendorn im Kreis Olpe (Nordrhein-Westfalen) und hat 363 Einwohner (Stand 30. Juni 2024).

## Geografie
Holzweg liegt nördlich des Kernortes Attendorn und grenzt südlich übergehend an den Ortsteil Ennest. Westlich liegen die Ortsteile Rauterkusen und Bremge bei Ennest. Nördlich vom Ort fließt die Milstenau, ein Nebenfluss der Bigge. Höchste Erhebung ist nordöstlich der 390 m hohe Busselberg.

## Geschichte
Wahrscheinlich ist Holzweg ursprünglich aus einem oder zwei Bauerngütern entstanden. Das Adressbuch von 1899 führt in Holzweg die Namen „Heinrich Springob, Ackerer und Wittmann, Schneidermeister“ auf. Das Adressbuch von 1928/29 u. a. die „Landwirte Johann Buschmann und Bernhard Stuff“.
Der Ortsteil mit seiner heutigen Wohnbebauung entstand überwiegend erst im Laufe des 20. Jahrhunderts. Laut Adressbuch von 1938 lebten in Holzweg hauptsächlich Arbeiterfamilien. Es gab 23 Haushaltungen in 23 Wohnhäusern mit 126 Einwohnern. Holzweg gehörte seit seiner Entstehung im Amt Attendorn zur Gemeinde Attendorn-Land, bis die Landgemeinde 1969 in die Stadt Attendorn eingegliedert wurde.

## Vereine
- Osterfeuerverein Holzweg (OVH), gegründet am 11. April 1975.